# Bolechów (stacja kolejowa)
Bolechów (ukr. Болехів; ros. Болехов) – stacja kolejowa w miejscowości Bolechów, w rejonie kałuskim, w obwodzie iwanofrankiwskim, na Ukrainie.
Stacja powstała w czasach Austro-Węgier na linii Kolei Arcyksięcia Albrechta (później części Galicyjskiej Kolei Transwersalnej) pomiędzy stacjami Morszyn a Dolina.